# (42849) Podjavorinská
(42849) Podjavorinská, désignation internationale (42849) Podjavorinska, est un astéroïde de la ceinture principale.

## Description
(42849) Podjavorinska est un astéroïde de la ceinture principale. Il fut découvert le 15 septembre 1999 à Modra par Adrián Galád et Peter Kolény. Il présente une orbite caractérisée par un demi-grand axe de 2,79 UA, une excentricité de 0,22 et une inclinaison de 5,5° par rapport à l'écliptique.

## Compléments